# Kostel Nejsvětější Trojice (Hořepník)
Římskokatolický kostel Nejsvětější Trojice spolu s přilehlou farou dominuje náměstí prof. Bechyně v Hořepníku. První písemná zmínka o něm je z roku 1351, původně byl zasvěcen Panně Marii. Je chráněn jako kulturní památka České republiky.
Pozdně románský kvádříkový kostel byl postaven pravděpodobně již ve druhé čtvrtině 13. století. Do dnešní podoby byl přestavěn v roce 1672. V interiéru se nacházejí renesanční erbovní náhrobky. V 19. století byla loď nově zaklenuta a v roce 1891 došlo ke zvýšení a novorománské úpravě kostelní věže. Od roku 1963 je kostel chráněn jako kulturní památka. Zdejší farnost je v současné době spravována excurrendo z Červené Řečice.